# Parti radical ukrainien (de Kiev)
Ne doit pas être confondu avec Parti radical ukrainien (de Galicie) ou Parti radical d'Oleh Liachko.
 (février 2016).
Si vous disposez d'ouvrages ou d'articles de référence ou si vous connaissez des sites web de qualité traitant du thème abordé ici, merci de compléter l'article en donnant les références utiles à sa vérifiabilité et en les liant à la section « Notes et références ».
Le Parti radical ukrainien (de Kiev)  est à l'origine une petite organisation clandestine s'étant formée à Kiev au printemps 1905 par un groupe de gauche libérale ayant quitté le Parti démocratique ukrainien (UDP) sous l'impulsion de Borys Hrintchenko.
La plupart de ses membres étaient des auteurs comme Borys Hrintchenko, Levytsky Modeste, Fedir Matushevsky et Serhii Yefremov. L'URP de Kiev se concentra sur la publication d'articles anti-tsaristes qui furent pour beaucoup imprimés à Lviv puis passèrent en contrebande dans les autres territoires peuplés d'Ukrainiens. Dans ses déclarations, l'URP de Kiev recommanda l'autonomie ukrainienne et l'indépendance comme étant le but, l'établissement de droit démocratique, l'abolition de la propriété foncière privée, la nationalisation de l'industrie et la création de coopérative industrielle et agricole. Incapable de recruter de nouveaux membres, l'URP fusionna avec l'UDP en décembre de 1905 pour former le Parti radical démocratique ukrainien (UDRP).